# فيلي ريتولا
فيلي ريتولا (Ville Ritola) هو لاعب أولمبي لرياضة ألعاب القوى من فنلندا. شارك في الأولمبياد الصيفي في 1924–1928، وفاز بما مجموعه 8 ميداليات.

## الميداليات
| ذهب | فضة | برونز | المجموع |
| 5   | 3   | 0     | 8       |

## روابط خارجية
- فيلي ريتولا على موقع الاتحاد الدولي لألعاب القوى (الإنجليزية)
- فيلي ريتولا على موقع اللجنة الأولمبية الدولية (الإنجليزية)
- فيلي ريتولا على موقع أوليمبيديا (الإنجليزية)